# سرگیفکا (شهرستان ملئوزوفسکی، باشقیرستان)
سرگیفکا (انگلیسی: Sergeyevka, Meleuzovsky District, Republic of Bashkortostan) یک شهرک در شهرستان ملئوزوفسکی استان باشقیرستان کشور روسیه است.